# Кіт, що рятував книжки
Кіт, що рятував книжки (яп. 本を守ろうとする猫の話) — підлітковий роман 2017 року Сосуке Нацукави, що вийшов у видавництві Shogakukan.
Це перший роман Нацукави, перекладений англійською мовою.

## Передісторія
Окрім того, що Нацукава є автором, він ще й лікар.

## Сюжет
У книжці розповідається про хлопчика-підлітка Рінтаро Нацукі (яп. 夏木 林太郎, Natsuki Rintarō), який перестає ходити на уроки в середній школі після того, як успадковує книгарню, яка належала його померлому дідусеві. З’являється кіт, що говорить, якого звуть Тигр, і допомагає Рінтаро впоратися з травмою.
Луїза Джордж Кіттака з The Japan Times написала, що Рінтаро має «схильність до хікікоморі (самітництва)».

## Прийняття
Лені Танкард, яка рецензувала книжку для World Literature Today, порівняла її з «Джунглями» Аптона Сінклера, оскільки в книжці є коментарі про видавничу індустрію.
Kirkus Reviews дали позитивну оцінку книжці, порівнявши її з котячою м’ятою.
Publishers Weekly стверджував, що робота надто «спрощена», щоб бути суттєвою; стверджував, що книжка була «сповнена надії та легка».
Хефзіба Андерсон з The Observer написала, що твір «химерний».

## Переклад українською
2024 року у видавництві «Наш Формат» вийшов український переклад роману. Перекладачка — 	Наталія Валевська.

## Зовнішні посилання
- Кіт, який рятував книги - Pan Macmillan
- Кіт, який рятував книги - Shogakukan (яп.)